# Szamoskér
Szamoskér là một thị trấn thuộc hạt Szabolcs-Szatmár-Bereg, Hungary. Thị trấn này có diện tích 9,71 km², dân số năm 2010 là 414 người, mật độ 43 người/km².